# シチュエーション・コメディ
シチュエーション・コメディ（英: situation comedy）とは、コメディのジャンルの一つ。激しい動きのドタバタぶりを楽しむスラップスティック・コメディに対し、シチュエーション・コメディは脚本や演出を重視し、状況設定（シチュエーション）が生み出す食い違いや不条理さが笑いの要素となっているコメディを指す。
シチュエーション・コメディの要素を持つテレビドラマやラジオドラマで、その中で特定の傾向を持つ作品を特にシットコム（英: sitcom）の略称で呼ぶことがある。以下、本項目では主にテレビドラマやラジオドラマについて説明する。また、混同を避けるために本文中の名称は「シットコム」を用いる。

## 概要
以下の傾向にある物語が「シットコム」と呼ばれる。
- 主要な舞台が固定。
- 主要な登場人物はほぼ一定。（わずかなメンバー変化、ゲストの登場はある）
- 連続ドラマだが、基本的に1話だけで内容が完結している。

スタジオに組まれたセットを舞台に複数のカメラで撮影され、一般の観客を入れて観客の笑い声を一緒に収録する技法（ラフトラック）も多く用いられるが、これらはシットコムの必要条件には含まれない。廊下を挟んだ2部屋を舞台とするのが主流で、セットの片側は観客から見えるように壁を作らないことが多い。物語の内容としては、時事性を取り込んだ会話を中心とした構成で作られることが多い。

## 歴史
1950年代までは「シットコム」という言葉は使われていなかった。イギリスにおいてシットコム形式のコメディは古くからラジオドラマのジャンルとして普及していたが、テレビにおける最初のシットコムはBBCが放送した『ピンライツプログレス』（1946年 - 1947年）であるとされている。
アメリカ合衆国では『アイ・ラブ・ルーシー』を監督したウィリアム・アッシャーを「シットコムを発明した男」と評価している。『アイ・ラブ・ルーシー』（1951年 - 1957年）は30分枠で、同じセットを使用し、ときどきゲストが登場するという、以降のシチュエーション・コメディの基本形となった。
2000年代の『The Office』（2001年、2002年）以降、ドキュメンタリー番組を模したモキュメンタリーと呼ばれる形式の作品が生まれる。この形式ではそれまで主流であった複数カメラやラフトラックが廃止されるなど舞台劇の要素が取り除かれ、通常の劇映画に似たスタイルへの変化が見られるが、これらを「シットコム」と呼ぶかは評論家でも意見が分かれている。

## 各国のシットコム

### イギリス
イギリスのシットコムの大部分は30分で、複数のカメラで撮影される。1シリーズは基本的に6話で構成され、1つのシリーズは1人または2人の作家が脚本を担当している。
形式は長年にわたって変化しているが、典型的には家庭・職場などを舞台とする傾向がある。意図的により斬新な内容を模索する傾向もあり、特殊な舞台の『イエス・プライム・ミニスター』（1980年 - 1988年）や『ブラックアダー』（1983年 - 1989年）も誕生しており、前述した『The Office』では従来の形式自体を廃した。

### アメリカ合衆国
アメリカ合衆国においてはテレビドラマの一大ジャンルとなっている。1話あたり22分で制作されることが多いが、これは30分の番組枠からCM時間の8分を差し引いた時間である。
9月から翌年5月までの期間に新作を放送する慣例があり、この期間を1つの単位として「シーズン」と呼ばれる。視聴率を中心に考慮して3か月ごとに継続の可否、また翌年以降のシーズンが制作されるかが決定されるため、明確な「最終回」が制作された作品は少ない。また、アメリカのテレビ局ではコメディ番組を集中編成することが主流となっており、たとえば1990年代から2000年代のNBCでは視聴者が一番多い木曜日の夜にシットコム4作品を編成し、キャッチコピーとして「観るべし」を掲げていた。
前述した『アイ・ラブ・ルーシー』のあと『奥さまは魔女』（1964年 - 1972年）などの国民的な人気を得たシットコムが制作され、1980年代・1990年代以降に全盛期を迎える。シットコムは主演俳優の力が大きいため『ルーシー・ショー』（原題：The Lucy Show、1962年 - 1968年）、『メイベリー110番』（原題：The Andy Griffith Show、1960年 - 1968年）、『お茶目なパティ』（原題：The Patty Duke Show、1963年 - 1966年）、『ママは太陽』（原題：The Doris Day Show、1968年 - 1973年）など、1980年代までは「The ○○ Show」という主演俳優の名前を冠した番組が多くみられる。
1980年代にヒットした作品には『チアーズ』（原題：Cheers、1982年 - 1993年）、『フルハウス』（原題：Full House、1987年 - 1995年）などシンプルな番組名のシットコムもみられるようになり、『となりのサインフェルド』（原題：Seinfeld、1990年 - 1998年）のヒットをきっかけとして、それ以降にヒットした作品としては『そりゃないぜ!? フレイジャー』（原題：Frasier、1982年 - 1993年）、『フレンズ』（原題：Friends、1994年 - 2004年）が揚げられる。『コスビー・ショー』（原題：The Cosby Show、1984年 - 1992年）で大成功をおさめたビル・コスビーはこういった流行を感じ取り、1990年代に新しく開始したシットコムのタイトルはシンプルな『COSBY』（原題：Cosby、1996年 - 2000年）としたとされる。
テレビアニメ『ザ・シンプソンズ』（1989年 - ）もシットコム形式で制作されており、こういった形式のアニメ作品はその後『サウスパーク』（1997年 - ）や『リック・アンド・モーティ』（2013年 - ）などが存在する。

### カナダ
カナダのテレビ局はシットコムの制作数自体が少なく、また成功を収めたシットコムも比較的少ない。評論家のビル・ブリューはその理由として、テレビ番組のシーズンの1つ1つが短いことや、マーケティングに割ける予算が限られていることなどカナダにおけるテレビ番組の構造的な問題をいくつか挙げ、視聴者が番組に気づかない可能性が高いと指摘している。一方でスケッチ・コメディーといった分野では大きな成功を収めている。
成功を収めた作品としては、ピーク時には150万から180万人の視聴者がいた『キングオブケンジントン』（1975年 - 1980年）や、6シーズンにわたって放送されジェミニ賞を6度受賞した『コーナーガス』（2004年 - 2009年）が存在している。

### 中華人民共和国
中華人民共和国でシットコムが誕生したのは1990年代初頭である。アメリカ合衆国の作品形式を学んで制作されたとされ、『编辑部的故事』（1992年）や『我爱我家』（1993年 - 1994年）はその先駆である。その後も『武林外传』（2006年）や『爱情公寓』（2009年 - 2020年）などの人気作が登場するが、中国の文化や言語を反映した独自の構成の作品も登場している。

### 大韓民国
大韓民国では、SBSで1998年から放送された『順風産婦人科』（1998年 - 2000年）が韓国における元祖シットコムと言われている。『ノンストップ』（2000年 - 2006年）が6年間で6シーズンが作られる人気作となる。この頃からシットコムが盛んに作られるようになり、『思いっきりハイキック』（2009年 - 2010年）は27.7％の高視聴率を記録した。若手俳優の登竜門としての役割も担っており、俳優の名前がそのまま役名に用いられることも多い。

### 日本
日本においてもシットコムと呼べる作品自体は古くから存在しているが、「シットコム」という概念も名称も定着しておらず、シットコムの要件を満たす作品も内容によって「ホームドラマ」など別のジャンルで呼ばれている。定着しない理由としては、質の高いお笑いタレントのコントがシットコム需要を満たしてしまっているという説もある。
テレビドラマとしては定着していない一方で、長寿番組として続いているアニメには『サザエさん』（1969年 - ）、『ドラえもん』（1973年、1979年 - ）や『ちびまる子ちゃん』（1990年 - 1992年、1995年 - ）などシットコム形式のアニメが多く存在している。

#### テレビ黎明期
日本のテレビ本放送開始は1953年。1957年春にはNHKでアメリカ制作のホームコメディ『アイ・ラブ・ルーシー』の放送が始まり、日本における連続ホームドラマ誕生のきっかけとなった。
どの作品が日本の最初のシットコム作品であったのか断定することは難しいが、『アイ・ラブ・ルーシー』をお手本にしたと思しきものにフランキー堺の『わが輩ははなばな氏』（1956年 - 1959年）がある。また著名なものに『ダイラケのびっくり捕物帖』（1957年 - 1960年）、『頓馬天狗』（1959年 - 1960年）、『番頭はんと丁稚どん』（1959年 - 1961年）、ラジオ『すかたん社員』のテレビ版『スチャラカ社員』（1961年 - 1967年）、『てなもんや三度笠』（1962年 - 1968年）などが挙げられ、1960年頃（昭和30年代）には盛んに制作されていた。なお、ラジオドラマを含めるなら『お父さんはお人好し』（1954年 - 1965年）などさらに古い作品も存在する。
この形式の番組は特に関西で人気があった。しかし、全国的にはスタジオ収録のドラマが主流になったことや、関西制作の番組が全国放送されることが少なくなったこともあり徐々に減少していった。1970年代中期（昭和50年頃）にはほとんど制作されなくなっていたが、一方で関西ではこの流れをくむ日曜笑劇場が1975年4月から2013年3月まで放送されていた。テレビでは廃れる一方で、テレビドラマ『男はつらいよ』（1968年 - 1969年）を初出とする映画シリーズは、渥美清が主演した48作だけで配給収入464億円超・観客動員数7957万人超を記録するなど大成功を収めている。

#### 1980年代から2000年代
三谷幸喜が関わった『やっぱり猫が好き』（1988年 - 1991年）、『子供、ほしいね』（1990年 - 1991年）、『王様のレストラン』（1995年）などがシットコム作品として挙げられるが、同時期（特に1980年代）はシットコム作品自体が少ない。国内では低迷していた一方で、NHK総合が1991年から不定期で放送したイギリス・テムズテレビ制作の『Mr.ビーン』は日本国内でも大人気となった。
2000年前後には『走れ公務員!』（1998年）、『JJママ!』（2000年）、『HR』（2002年 - 2003年）などフジテレビジョン系列でシットコムを謳った作品が複数作られる。特に三谷幸喜が脚本・演出を担当した『HR』は「日本初の本格的シットコム」を謳って放送されたが、日本にはとっくに存在していたと小林信彦が『スチャラカ社員』を具体例に挙げて反論している。なお、三谷自身は「観客の笑い声の有無」がシットコムの最も重要な定義だとしており、例として舞台中継風の『てなもんや三度笠』、ラフトラックのない『アリー my Love』、スタッフの声である『やっぱり猫が好き』はシットコムではないとしている。なお、『HR』は「30分をノンストップで撮影する」という手法で収録されたが、こういった形態はシットコム本場のアメリカ合衆国でも珍しい手法である。
2000年以降は前述の『HR』のほか『カユイトコ』（2000年）、『親孝行プレイ』（2008年）、『ママさんバレーでつかまえて』（2008年、2009年）などのテレビドラマが作られる一方で、『epoch TV square』（2003年）などお笑いタレントを起用したバラエティ番組の色合いが強いシットコム作品も登場しており、コントユニットのジョビジョバが出演した『さるしばい』（1998年）や『ロクタロー』（1998年 - 1999年）などではシットコムとコントの境界を模索するような動きも見られた。

#### 2010年代以降
『ウレロ☆未確認少女』（2011年）では脚本の一部をバカリズム・飯塚悟志（東京03）が担当し、後にシリーズ化され2019年のシーズン5までが制作された。バカリズムは『住住』（2017年）、『生田家の朝』（2018年、2019年）などでも脚本を担当し、ドラマ脚本家としての地位を確立していった。バカリズムに続くようにお笑いタレントが脚本を担当するシットコムも増えており、その例としてじろう（シソンヌ）・秋山寛貴（ハナコ）などが担当した『でっけぇ風呂場で待ってます』（2021年）などが挙げられる。
お笑いタレント以外の作品では、三谷が『誰かが、見ている』（2020年）で『HR』以来のシットコム作品を作っており、その他には秋元康
が『よだれもん家族』（2022年）で、金子茂樹が『ジャパニーズスタイル』（2022年）でシットコムに挑戦するなど新規参入もみられる。中でも『ジャパニーズスタイル』はテレビ朝日では初の本格的シットコムであり、『HR』と同じ「30分をノンストップで撮影する」という手法で収録され、ドラマ冒頭では「ドラマ版ファーストテイク」を標榜していた。